# Sant Andreu de Sos
Sant Andreu de Sos és una església romànica del segle xii, situada al municipi de Sessué, dins de la Franja de Ponent a la comarca de la Ribagorça a l'indret conegut com a Sos.
La seva planta és una nau i absis cilíndric i capelles laterals, amb un campanar en torre quadrada de 3 pisos. La portalada és renaixentista datada el 1658.
El seu estat és descuidat i certs elements, com els sostres d'uralita, denoten una revisió dels criteris de restauració.